# Alan Matturro
Alan Matturro, né le 11 octobre 2004 à Montevideo en Uruguay, est un footballeur uruguayen qui joue au poste de défenseur central au Levante UD, en prêt du Genoa CFC.

## Biographie

### En club
Né à Montevideo en Uruguay, Alan Matturro est formé par le Defensor SC, où il commence sa carrière professionnelle. Il joue son premier match en professionnel le 10 novembre 2021, lors d'une rencontre de championnat contre le Uruguay Montevideo FC. Ce jour-là il est titularisé et son équipe s'impose (2-0).
Matturro est titularisé lors de la finale de la Coupe d'Uruguay le 13 novembre 2022 contre La Luz FC. Il participe ainsi à la victoire de son équipe (1-0) et glane le premier titre de sa carrière.
En janvier 2023, Alan Matturro rejoint l'Italie afin de s'engager en faveur du Genoa CFC. Le transfert est annoncé dès le 21 décembre 2022.
Depuis le vendredi 02 février 2024, Alan Matturro est absent des terrains en raison d'une blessure au genou. Son absence est considérée comme sérieuse, et il devrait être de retour le jeudi 30 mai 2024. Cela représente une période d'indisponibilité de 118 jours, soit l'équivalent de 16 matchs selon les calendriers en vigueur.

### En sélection
Alan Matturro joue notamment pour l'équipe d'Uruguay des moins de 15 ans, étant notamment sélectionné en 2019.
Matturro représente également l'équipe d'Uruguay des moins de 20 ans Il joue son premier match avec cette sélection le 8 décembre 2022 face au Pérou. Il est titularisé et son équipe s'impose (0-1 score final.

## Palmarès

### En club
Defensor SC
- Coupe d'Uruguay
  - Vainqueur en 2022.

### En sélection
Uruguay -20 ans
- Coupe du monde des moins de 20 ans
  - Vainqueur en 2023